# Sãotomégierzwaluw
De sãotomégierzwaluw (Zoonavena thomensis) is een vogel uit de familie Apodidae (gierzwaluwen).

## Verspreiding en leefgebied
Deze soort komt voor op Sao Tomé en Principe. De soort is op beide eilanden algemeen en lijkt niet in aantallen terug te lopen.